# Silverlav
Silverlav (Parmelina tiliacea, synonym Parmelia tiliacea) är en lav som växer på bark av ädla lövträd, bland annat som artepitetet tiliacea antyder på lind, men ibland även på sten. I jordbrukslandskap förekommer den till exempel på kyrkogårdsmurar och den växer även på klippor vid kuster. Kännetecknande för silverlav är den lite lysande, silvergråaktiga färgen på dess breda och rundade lober och att det vid bålens mitt finns tätt med små mörka och runda isidier (vilket är utskott för asexuell förökning). Den kan bli över en decimeter i diameter och ha 5 millimeter breda lober.